# Acrapex mutans
Acrapex mutans är en fjärilsart som beskrevs av Emilio Berio 1973. Acrapex mutans ingår i släktet Acrapex och familjen nattflyn. Inga underarter finns listade i Catalogue of Life.